# Copa do Mundo VIVA de 2009
A Copa do Mundo da VIVA de 2009 foi a terceira Copa do Mundo da VIVA, um torneio internacional de futebol para as equipes não afiliadas à FIFA, organizado pela NF-Board. O torneio foi disputado na Padânia.
A Occitânia terminou em 5° lugar, mas devido à ter feito uma substituição a mais do que o permitido, o resultado da disputa do 5° lugar foi anulado. Com isso, Gozo ficou com o 5° lugar.

## Equipes participantes
| Equipe    | Posição | Participação |
| --------- | ------- | ------------ |
| Padânia   | 1º      | 2ª           |
| Curdistão | 2º      | 2ª           |
| Lapônia   | 3º      | 3ª           |
| Provença  | 4º      | 2ª           |
| Occitânia | 5º      | 2ª           |
| Gozo      | 6º      | 1ª           |

## Sedes
| Cidade  | Estádio                       | Capacidade | Evento                |
| ------- | ----------------------------- | ---------- | --------------------- |
| Varese  | Estádio Franco Ossola         | 9.926      | Cerimônia de abertura |
| Bréscia | Estádio Mario Rigamonti       | 16.308     |                       |
| Novara  | Stadio Silvio Piola           | 7.487      |                       |
| Verona  | Estádio Marcantonio Bentegodi | 44.799     | Partida final         |

## Fase de grupos
| Legenda | Legenda                                  |
| ------- | ---------------------------------------- |
|         | Equipes classificadas para as semifinais |

#### Grupo A
| Equipe    | Pts. | J | V | E | D | GM | GS | SG |
| --------- | ---- | - | - | - | - | -- | -- | -- |
| Padânia   | 6    | 2 | 2 | 0 | 0 | 3  | 1  | +2 |
| Curdistão | 3    | 2 | 1 | 0 | 1 | 5  | 2  | +3 |
| Occitânia | 0    | 2 | 0 | 0 | 2 | 0  | 5  | -5 |

| 22 de junho de 2009 | Padânia     | 1 - 0     | Occitânia | Stadio Silvio Piola, Novara |
| 21:00 CET           | Piovani 83' | Relatório |           | Público: 1 100              |

| 23 de junho de 2009 | Occitânia | 0 - 4     | Curdistão                               | Estádio Franco Ossola, Varese |
| 21:00 CET           |           | Relatório | Aziz 3' · Abdullah 38', 45' · Sediq 56' | Público: 350                  |

| 24 de junho de 2009 | Padânia                     | 2 - 1     | Curdistão   | Estádio Mario Rigamonti, Bréscia |
| 21:00 CET           | Ferrari 4' · Ganz 67' (Pen) | Relatório | Qaraman 62' | Público: 1 000                   |

#### Grupo B
| Equipe   | Pts. | J | V | E | D | GM | GS | SG |
| -------- | ---- | - | - | - | - | -- | -- | -- |
| Provença | 6    | 2 | 2 | 0 | 0 | 5  | 2  | +3 |
| Lapônia  | 3    | 2 | 1 | 0 | 1 | 8  | 4  | +4 |
| Gozo     | 0    | 2 | 0 | 0 | 2 | 3  | 10 | -7 |

| 22 de junho de 2009 | Provença                         | 3 - 1     | Gozo          | Stadio Silvio Piola, Novara |
| 17:00 CET           | Hammoud 36', 77' · Hammami 90+1' | Relatório | Camilleri 73' | Público: 100                |

| 23 de junho de 2009 | Lapônia      | 1 - 2     | Provença                        | Estádio Franco Ossola, Varese |
| 17:00 CET           | Bertelsen 5' | Relatório | Hammoud 37' · Hammami 64' (Pen) | Público: 50                   |

| 24 de junho de 2009 | Lapônia                                                               | 7 - 2     | Gozo            | Estádio Mario Rigamonti, Bréscia |
| 17:00 CET           | Thomassen 12', 16', 17' · Eira 48' · Reginiussen 52', 84' · Bruer 78' | Relatório | Bugeja 79', 86' | Público: 80                      |

## Fase eliminatória
|  | Semifinais           | Semifinais           |   |                       | Final                 | Final |  |
|  |                      |                      |   |                       |                       |       |  |
|  | 25 de junho – Varese |                      |   |                       |                       |       |  |
|  | Provença             | 0                    |   |                       |                       |       |  |
|  | Curdistão            | 6                    |   |                       |                       |       |  |
|  |                      |                      |   |                       |                       |       |  |
|  |                      |                      |   |                       | 27 de junho – Verona  |       |  |
|  |                      |                      |   |                       | Curdistão             | 0     |  |
|  |                      | Padânia              | 2 |                       |                       |       |  |
|  |                      |                      |   |                       |                       |       |  |
|  |                      |                      |   |                       |                       |       |  |
|  |                      |                      |   |                       | Terceiro lugar        |       |  |
|  | 25 de junho – Varese | 25 de junho – Varese |   | 26 de junho – Brescia | 26 de junho – Brescia |       |  |
|  | Padânia              | 4                    |   | Provença              | 4 (4)                 |       |  |
|  | Lapônia              | 0                    |   |                       | Lapônia               | 4 (5) |  |

### Disputa do 5° lugar
| 26 de junho de 2009 | Occitânia                | 2 - 1     | Gozo          | Estádio Mario Rigamonti, Bréscia |
| 17:00 CET           | Ballue 19' · Cantier 62' | Relatório | Camilleri 80' |                                  |

### Semifinais
| 25 de junho de 2009 | Provença | 0 - 6     | Curdistão                                                           | Estádio Franco Ossola, Varese |
| 17:00 CET           |          | Relatório | Aziz 6' · Sediq 16' · Qadir 25' · Abdullah 56', 80' · Abdulrida 71' | Público: 250                  |

| 25 de junho de 2009 | Padânia                                                          | 4 - 0     | Lapônia | Estádio Franco Ossola, Varese |
| 21:00 CET           | Pedersoli 12' · Battaglino 38' · Hætta 41' (g.c) · Ligarotti 85' | Relatório |         | Público: 1 560                |

### Disputa do 3° lugar
| 26 de junho de 2009 | Provença                                     | 4 - 4     | Lapônia                                                 | Estádio Mario Rigamonti, Bréscia |
| 21:00 CET           | Hammoud 14', 88' · Matel 16' · Bennattar 21' | Relatório | Thomassen 13', 53' (pen.) · Bruer 18' · Reginiussen 82' |                                  |

|  |       | Penalidades |
|  | 4 - 5 |             |

### Final
| 27 de junho de 2009 | Padânia                      | 2 - 0     | Curdistão | Estádio Marcantonio Bentegodi, Verona |
| 17:00 CET           | D'Alessandro 73' · Casse 74' | Relatório |           | Público: 4 000                        |

## Premiação
| Copa do Mundo VIVA de 2009  |
| --------------------------- |
| Padânia Campeão (2º título) |

## Artilharia
5 Gols
| - Svein Thomassen - Enais Hammoud |

4 Gols
| - Karzan Abdullah |

3 Gols